# Callejones, Colima
Callejones är en ort i Mexiko.   Den ligger i kommunen Tecomán och delstaten Colima, i den södra delen av landet, 500 km väster om huvudstaden Mexico City. Callejones ligger 29 meter över havet och antalet invånare är 335.
Terrängen runt Callejones är huvudsakligen kuperad, men åt sydväst är den platt. Runt Callejones är det ganska glesbefolkat, med 32 invånare per kvadratkilometer. Närmaste större samhälle är Coahuayana Viejo, 7,9 km sydväst om Callejones. I omgivningarna runt Callejones växer huvudsakligen savannskog.